# Norbert Matussek
Norbert Matussek (* 12. Juni 1922 in Berlin; † 10. November 2009) war ein deutscher Biochemiker.

## Leben
Er studierte Medizin und Chemie in Heidelberg, Tübingen und München und erhielt 1952 den Dr. med. an der Universität München und das Diplom in Chemie 1955 von der Universität Heidelberg. Seine Dissertation Wahnsymptome im Meskalinrausch behandelte die Effekte des Halluzinogens Mescalin. Sie hatte zum Ziel, ein besseres Verständnis für Schizophrenie zu entwickeln, und beruhte auf Selbstversuchen Matusseks.
Von 1954 bis 1956 forschte Matussek bei Adolf Butenandt am Max-Planck-Institut in Tübingen, wo er sich unter anderem mit dem Hormon Ecdyson beschäftigte. Ab 1956 arbeitete er in der Biochemischen Abteilung des Münchner Max-Planck-Instituts für Psychiatrie unter Horst Jatzkewitz (1912–2002).
1961 war Matussek als Postdoc bei Bernard B. Brodie im Labor für Chemische Pharmakologie der National Institutes of Health in Bethesda tätig. Zu dieser Zeit wandte sich seine Forschung der biochemischen Neuropharmakologie zu, insbesondere der Wirkung von Psychopharmaka wie Reserpin und trizyklische Antidepressiva auf das Zentralnervensystem. Zurück in München untersuchte er am Max-Planck-Institut für Psychiatrie die Bedeutung Biogener Amine auf die Wirkungsweise von Psychopharmaka.
Am 18. Januar 1967 erlangte Matussek den Doktor mit Lehrbefähigung (Dr. habil.) in München. Als Hanns Hippius die Leitung der Psychiatrischen Abteilung an der Ludwig-Maximilians-Universität München übernahm, wechselte Matussek vom Max-Planck-Institut dorthin. Ab 1973 lehrte er als außerplanmäßiger Professor an der Universität München. Er baute die Neurochemische Abteilung der Psychiatrischen Klinik auf, deren Leiter er bis 1987 war. Auch danach arbeitete er weiter an einem Depressions-Forschungsprojekt an der Psychiatrischen Klinik. Er erforschte schwerpunktmäßig die Reaktion des Wachstumshormons auf Amphetamin und Clonidin, die er bei Patienten mit endogener Depression (im Vergleich zu gesunden Personen und solchen mit nicht-endogener Depression) als abgeschwächt feststellte.
Matussek wurde 1971 mit dem Anna-Monika-Preis für Depressionsforschung, 1987 mit dem Duphar Antidepressant Award und 1988 mit dem Hans-Jörg Weitbrecht-Preis (für seine Arbeiten auf dem Gebiet der biologisch-psychiatrischen Depressionsforschung) ausgezeichnet. Er war ein Honorary Fellow des International College of Neuropsychopharmacology (CINP).
Norbert Matussek war ein Bruder des Psychiaters Paul Matussek. Peter Matussek, Matthias Matussek und Thomas Matussek sind seine Neffen.

## Schriften (Auswahl)
- Wahnsymptome im Meskalinrausch. 1952, OCLC 643656541.
- Über den Serotonin- und Catecholamin-Stoffwechsel im Zentralnervensystem und seine Beziehungen zur Tagesrhythmik, Depression und zu antidepressiven Mechanismen. München 1967, OCLC 74067679.
- als Herausgeber mit Manfred Ackenheil: Proceedings of the symposium on special aspects of psychopharmacolgy, Sainte-Maxime, France, April 25–30, 1982. Possible significance of recent biochemical and pharmacological findings with ortho-methoxybenzamides. Paris 1983, ISBN 2-7046-1134-3.
- mit Hanns Hippius: Tabulae Psychiatricae et Psychopharmacologicae. Basel 1984, ISBN 3-87949-066-X.